# US Créteil
Der Verein US Créteil (voller Name: Union Sportive de Créteil Lusitanos, vor 2002: Union Sportive de Créteil) ist ein französischer Fußballverein aus der Stadt Créteil in der Metropolregion Paris (Département Val-de-Marne).

## Geschichte
Gegründet wurde er 1936; 2002 fusionierte Créteil mit dem Klub Lusitanos de Saint-Maur und nahm seinen aktuellen Namen an. Lusitanos de Saint-Maur wurde von Portugiesen gegründet, die an der südlichen Peripherie von Paris wohnten. Die Vereinsfarben sind Blau und Weiß; die Ligamannschaft spielt im Stade Dominique-Duvauchelle, das eine Kapazität von 12.150 Plätzen aufweist.

## Ligazugehörigkeit
Erstklassig (Division 1, seit 2002 in Ligue 1 umbenannt) spielte der Klub noch nie – erst 1999 hatte sich der Vorstand entschieden, ihn an den Profibereich heranzuführen. Erstmals in die Ligue 2 stieg Créteil 1999/2000 auf, wo sich der Verein halten konnte, bis er am Ende der Saison 2006/07 wieder in das Championnat de France National abstieg. Der Wiederaufstieg gelang erst zur Saison 2013/14, nach drei Saisons stieg Créteil allerdings nach der Spielzeit 2015/16 erneut ab. Der Wiederaufstieg gelang nicht, hingegen wurde Créteil in der National (D3) in der Saison 2017/18 abgeschlagen Tabellenletzter und spielte danach eine Saison lang im Championnat de France Amateur. Dort konnte die Mannschaft allerdings in Gruppe D bereits frühzeitig den Wiederaufstieg sichern und spielte ab der Saison 2019/20 erneut drittklassig. Dort blieb man allerdings nur zwei Spielzeiten und stieg 2022 erneut in die National 2 ab.

## Bekannte Spieler
- Benjamin Massing (1987–1991)
- Didier Sénac (1996–1998)
- Claude Barrabé (1996–1999)
- Sammy Traoré (1996–2002)
- Mickaël Madar (2001–2002)
- Ramon Vega (2002–2003)
- David Bettoni (2002–2003)
- Patrick Blondeau (2002–2005)
- Bernard Diomède (2004–2005)
- Stéphane Sessegnon (2004–2006)
- Christophe Diedhiou (2012–2016)

## Bekannte Trainer
- Gernot Rohr (1999–2000)
- Carlos Secretário (2018–2020)